# Norman de Garis Davies
Els egiptòlegs Nina (6 de gener 1881 - 21 d'abril de 1965) i Norman de Garis Davies (1865 - 5 novembre 1941) foren un matrimoni d'il·lustradors i copistes britànics que van treballar en l'elaboració a principis i mitjans del segle XX de pintures sobre l'Antic Egipte. Les seves obres sovint van ser publicades de manera conjunta, com a N. de Garis Davies, pel que sol ser difícil determinar qui va fer que la il·lustració.
Nina va néixer Anna Macpherson Cummings a Salònica, Grècia, però va tornar a Escòcia amb la mort del seu pare, Cecil. El 1907, va viatjar a Egipte i es va trobar amb Norman de Garis Davies, amb qui es va casar a Hampstead, Londres el 8 d'octubre de 1907.
Norman va estudiar teologia a la Universitat de Glasgow, on va obtenir un mestratge i BD, i va estudiar a la Universitat de Marburg com a postgraduat. Era ministre a l'Església congregacional d'Ashton-under-Lyne la primera vegada que va visitar Egipte el 1897. Va treballar allà per a Flinders Petrie a Denderah. Es va convertir en cap del Fons Egipci d'Exploració, i més tard va treballar per a l'expedició del Museu Metropolità d'Art del 1907.